# مرحلة تعليمية

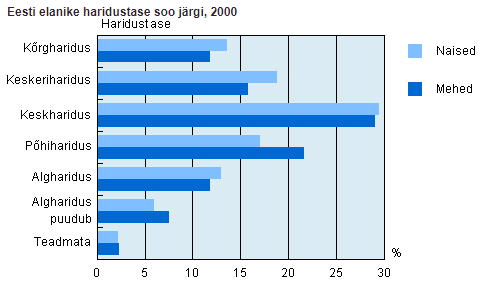

## مراحل التعلم
يقسم التعليم الرسمي إلى عدة مراحل تعليمية تشمل تعليم الطفولة المبكرة، التعليم الأولي، والتعليم الثانوي والتعليم الثالث أو العالي. تفصح منظمة الأمم المتحدة التربوية والثقافية والعلمية (يونسكو) عن سبعة مستويات للتعلم في تصنيف مستواه الدولي من نظام التعليم (أي اس سي أي دي) من ادنى مستوى (تعليم قبل اساسي) خلال المستوى السادس (مرحلة ثانية من التعليم الثلاثي). يبقى مكتب منظمة الأمم المتحدة للعلوم والتربية والثقافة الدولي للتعليم قاعدة بيانات انظمة التعليم المحددة حسب البلد ومراحلهم.

## المنظمة
يزود التعليم نموذجيا خلال مرحلة الطفولة بمرحلتين أو ثلاثة من مراحل التدريس والالتحاق بالكلية أو التدريب المهني:
التعليم المبكر للاطفال قبل الالتحاق بالمدرسة والحضانة والروضة أيضا يكون (خارج الولايات المتحدة).
التعليم الابتدائي في المدارس الابتدائية، وأيضا مدرسة ابتدائية، في بعض الأحيان مدرسة متوسطة جزئيا.
التعليم الثانوي في المدرسة الثانوية، أو المدرسة الثانوية، وأحيانا أيضا في المدارس المتوسطة جزيئا.
التعليم العالي في الجامعة أو الكلية أو من خلال التدريب المهني.
يقدم الجدول التالي المفاهيم الرئيسية، على الرغم من الشروط والأعمار قد تختلف باختلاف المكان.
التعليم في مرحلة الطفولة المبكرة مرحلة ماقبل المدرسة قبل اربع سنوات.
التعليم: في أستراليا، والخضوع الأطفال اثني عشر عاما من التعليم النظامي (بالإضافة إلى مرحلة ما قبل المدرسة ورياض أطفال و/ أو «الصف التحضيري» أو «الإعدادية»)، وعادة ما تبدأ في سن أربعة، خمسة أو ستة، والانتهاء في سن 16 و17 أو 18. يتم ترقيم سنوات 1-12. في ACT، نيو ساوث ويلز، TAS، وVIC، المدرسة الابتدائية سنوات 1-6.
في ACT، نيو ساوث ويلز، TAS، وVIC، المدرسة الابتدائية تبدأ من عمر سنة حتى ست سنوات، والمدارس الثانوية، سنوات 7-1.
اعمار دخول المدرسة
رعاية رياض الأطفال من ثلاثة حتى خمسة أيام
مرحلة ما قبل المدرسة الإعدادية 5-6: الصف 1 / السنة 6-7 الابتدائية، والصف 2 / سنة 7-8، الصف 3/سنة 8-9، الصف 4/سنة 9-10، الصف 5/سنة 10-11، الصف 6/سنة 11-12، الصف 7 / 12-13 سنة الثانوية، الصف 8/ سنة 13-14، الصف 9 / 14-15 سنة، الصف 10 / سنة 15-16, الصف 11/سنة 16-17, الصف 12/سنة 17-18.
في واشنطن، أستراليا الجنوبية، وقلد، والمدرسة الابتدائية هي من1-7 سنوات والمدارس الثانوية من 8-12 سنوات.
اعمار دخول المدرسة
رعاية رياض الأطفال 3-4 أيام، مرحلة ما قبل المدرسة الإعدادية 4-5، 5-6 سنة الابتدائية، سنة 6-7، سنة 7-8، سنة 8-9، سنة 9-10، 10-11 سنة، الثانوية، سنة 12-13، سنة 13-14، 14-15 سنة، 15-16 سنة، 16-17 سنة.
ايرلندا: في جمهورية أيرلندا، هناك مستويين من التعليم الإلزامي؛ المدارس الابتدائية (وهي من خمس حتى اثناعشرعاما) والمدارس الثانوية (من 13 حتى 18عاما). أسماء كل فئة على النحو التالي:
الأطفال الصغارمن 4-5 سنوات والأطفال الكبار من 5-6 سنوات، من المرحلة الأولى 6-7 سنوات، من المرحلة الثانية 7-8 سنوات، من المرحلة الثالثة 8-9 سنوات، والمرحلة الرابعة 9-10 سنوات، المرحلة الخامسة من10-11 عاما، المرحلة السادسة من11-12 عاما، وبعد المرحلة السادسة، ينتقل الطلاب إلى المدرسة الثانوية.
دورة الكبار: (السنة الأولى من12-13 سنة، وفي السنة الثانية من13-14 سنة، السنة الثالثة (14-15 سنة) - الشهادة الصغرى
السنة الرابعة أو الانتقال من 15-16 سنة.
دورة الكبار:
السنة الخامسة من 15-17 سنة، السنة السادسة [أو النهائي السنة] من 16-18 سنة شهادة التخرج. سنة الانتقال الالتزامي تكون في بعض المدارس اختيارية وفي البعض الآخر غير متوفرة.
نيوزيلندا: الأطفال من ستة حتى ستة عشر عاما مطلوبين من القانون لحضور عشر سنوات من التدرس التعلمي. ينص القانون أيضا في نفس التشريع الذي يسمح لجميع الناس بالحضور المجاني للتعلم إلى سن 18، وهذا التشريع هو قانون التعليم لعام 1989. انخراط الأطفال في المدرسة الابتدائية عندما يتحول عمرهم خمس سنوات. يحضر الطلاب المدرسة الابتائية لمدة ست سنوات. يحضر الطلاب في عمر السبع حتة الثمان سنوات المدرسة المتوسطة أو المشتركة من 1حتى 8 سنوات أو من 7 حتى 13 سنة. وتمضي السنوات الأخيرة من التعليم المجاني في المدارس الثانوية (9-13 سنة). نيوزيلندا لديها أيضا نظام التدريج التعليمية القديمة.
روسيا: يستمر التعليم الإلزامي ثمانية أو تسعة أعوام وتبدأ عندما يبلغ الطفل سبع (8 سنوات)، أو في بعض الأحيان، وستة (9 سنوات). المرحلة الأولى من المدرسة الابتدائية يمكن أن تستمر إما 3 سنوات (ما يسمى برنامج 1-3 للأطفال ابتداء من سن 7 سنوات) أو 4 سنوات (أو ما يسمى 1-4 برنامج للأطفال بدءا من سن 6). بعد المرحلة الأولى يتم إدخال جميع تلاميذ الصف 5، وبالتالي التلاميذ الذين بدأو في سن ال 7 لا يذهبون إلى الصف 4.

## مراحل التعليم في روسيا
يازلي المبكر من سنة حتى سنتين
الصف الأول 7-8 (6-7) الابتدائية، الصف الثاني من (7-8)سنة، الصف الثالث من (9-10) سنة، الصف الرابع من 9-10 سنة (فقط للتلاميذ الذين يدرسون بواسطة برنامج 1-4)، الصف الخامس من10-11 سنة والصف السادس من 11-12 سنة، الصف السابع من 12-13سنة والصف الثامن من 13-14 سنة والصف التاسع من 14-15 سنة والصف العاشر من 15-16 سنة والصف الحادي عشر من 16-17 سنة. في حين أنه ليس إلزاميا على الطالب البقاء في المدرسة بعد تخرجه من المدرسة الإعدادية، وهو لا يمكن التقدم إلى الجامعة دون أن يتخرج من المدرسة الثانوية أو المدرسة الفنية المهنية.
المادة الرئيسية للمملكة المتحدة: التعليم في المملكة المتحدة. التعليم في المملكة المتحدة
وينقسم التعليم في إنجلترا وويلز إلى مرحلتين: التعليم الابتدائي والتعليم الثانوي. التقييم المطلوب ضمن المنهاج الوطني يقام في سنتين حتى 6 سنوات (تقييم المنهاج الوطني) ورأس السنة 11 (شهادة الثانوية العامة). ويتبع التعليم المدرسي عموما سنتين من مواصلة التعليم - في كثير من الأحيان في شكل الكلية السادسة ثم ثلاث أو أربع سنوات في الجامعة للذين قرروا البقاء في التعليم.
يبدأ الأطفال المدرسة سواء في المدى العام الدراسي أو المدرسة من بلوغهم سن الخامسة. تثقف المدارس الابتدائية الأطفال من خلال استقبالهم بعمر الست سنوات ويمكن تقسيمها إلى الأطفال وصغار المدارس. بدلا من ذلك، يمكن للأطفال الالتحاق بالمدارس الإعدادية الخاص.
التعليم الثانوي الإلزامي حتى سن 16. مدارس لها أسماء مختلفة، مثل النحو والمدارس الشاملة والثانوية، التي قد تكون أو لا تشير إلى قبول انتقائية أو الرسوم الدراسية. التعليم للنموذج السادس ليس إجباريا في الوقت الحاضر، وليس كل المدارس الثانوية لديها نموذج سادس. هناك أيضا نموذج للكليات السادسة فقط ل سنة 12 و13 طالبا.
لا تزال بعض المدارس الثانوية تستخدم نظام ' النموذج ' ، مع السنة 7 كونه النموذج الأول (أو «السنة الأولى»)، السنة 8 كونه نموذج الثاني، وهلم جرا، حتى سنوات 12 و13 ، والتي تشكل معا نموذج السادسة (وهي انخفاض والصف السادس). بعض المدارس المستقلة تستخدم نظام التسمية الأخرى.
في بعض المناطق في انكلترا، يتم استخدام نظام من ثلاث طبقات من التعليم، والتي تمر عبر الطلاب ثلاث مراحل: الأولى المدرسة / المدرسة السفلى (ل استقبال السنة 3 /4)، والمدرسة الأوسط (السنة 4/5 ل سنة 7/8) وأخيرا عالية أو المدرسة العليا (السنة 8/9- 13 سنة).
ترقيم السنين في الإنجليزية ومدارس دولة ويلز تعتبر للعصور المرحلة الأساسية.
الحضانة 3-4 سنوات المبكر / مؤسسة
استقبال 4-5 الرضع أو الابتدائية
سنة واحدة 5-6 مفتاح المرحلة 1، السنة الثانية 6-7، 7-8 سنة ثلاث جديد أو مفتاح أساسي المرحلة 2، سنة أربع 8-9، 9-10 سنة خمس، ست سنوات 10-11، 11-12 سنة سبع المرحلة الثانوية مفتاح 3، سنة ثمانية 12-13، 13-14 سنة تسعة، عشرة سنة 14-15 مفتاح المرحلة 4، سنة إحدى عشرة 15-16، السنة اثنا عشر 16-17 الثانوية أو الكلية السادسة شكل مفتاح المرحلة 5، سنة ثلاث عشرة 17 - 18 .
ايرلندا الشمالية: إن النظام المعمول به في أيرلندا الشمالية يشبه مكان في انجلترا ويلز، ولكن هناك اختلافات ملحوظة. التعليم إلزامي خلال السنوات ال 12 فقط، مع التلاميذ الذين يلتحقون بالدراسة في المدارس الابتدائية في سبتمبر بعد عيد ميلادهم ال 4 (باستثناء أولئك الذين ولدوا في شهر يوليو أو أغسطس الذي يبدأ في وقت لاحق في السنة). يتم ترقيم سنوات من هذه النقطة، وهذا يعني أن السنة 2 في النظام الايرلندية الشمالية هو الأقرب في الفئة العمرية إلى إنجلترا في السنة الأولى.
كما هو الحال مع إنجلترا وويلز، وينقسم التعليم إلى قطاعات الابتدائية والثانوية (أو ما بعد المرحلة الابتدائية)، مع تقسيم في سن 11. يستخدم أيضا تسمية المرحلة الأساسية، على الرغم من معان مختلفة قليلا لتلك التي ظهرت في انكلترا. اعتبارا من عام 2007 في محافظة لديها نظام انتقائية كليا على مستوى ما بعد المرحلة الابتدائية، مع كل سنة 7 تلاميذ يقومون باحد عشر اختبار. هذا النظام سوف ينتهي مع دفعة جديدة في عام 2009، مع الترتيبات الجديدة حتى الآن إلى تأكيد.
ترقيم السنوات في المدارس الحكومية الايرلندية الشمالية للعام الدراسي يعتبر المرحلة الأساسية
سنة واحدة 4-5 المرحلة التأسيسية الابتدائية، السنة الثانية 5-6، 6-7 سنة ثلاثة المرحلة الرئيسية 1، سنة أربع 7-8، 8-9 الخمسية مفتاح المرحلة 2، سنة ستة 9-10، 10-11 سنة سبع، سنة ثمانية 11-12 مرحلة الثانوية مفتاح 3، سنة تسع 12-13، 13-14 العشري، سنة إحدى عشرة 14-15 مفتاح المرحلة 4، السنة اثنا عشر 15-16، 16-17 سنة ثلاث عشرة مرحلة أساسية 5، سنة أربع عشرة 17 -18 .
اسكتلندا : في اسكتلندا، ينقسم التعليم إلى مرحلتين: التعليم الابتدائي والتعليم الثانوي. يتم تسليم التعليم الابتدائي على وجه الحصر تقريبا من خلال المدارس الابتدائية التي تقدم التعليم للتلاميذ الذين تتراوح أعمارهم بين 4 و12 يحق للأطفال في التعليم ما قبل المدرسة من ميلاده الثالث، ويجب إدخال التعليم الإلزامي من أغسطس اب بعد عيد ميلادهم الخامس. هناك قليلا من الفسحة في البداية أو للتلاميذ. يستمرالتعليم 7 سنوات في المدرسة الابتدائية، وذلك قبل الانتقال إلى تلاميذ إحدى المدارس الثانوية لمدة تتراوح بين 4 و6 سنوات، وكان آخر اثنين من كونها اختيارية. هناك بعض التباين في مراحل التعليم في أكثر المناطق النائية في اسكتلندا، حيث يجوز تقديم عن طريق المدرسة، أو في مجموعات أخرى من المعاهد.
ترقيم السنوات في مدارس اسكتلندا
الحضانة 3-5
الأولية واحدة 4-6 الابتدائية، الابتدائية الثانية 5-7 و6-8 ثلاثة الابتدائية، الابتدائية أربع 7-9، 8-10 الابتدائية خمسة، ستة الابتدائية 9-11، 10-12 سبع الابتدائية .
السنة الأولى أو (اس1) 11-13 الثانوية، السنة الثانية أو (اس 2) 12-14، السنة الثالثة أو (اس 3) 13-15، السنة الرابعة أو (اس 4)14-16، السنة الخامسة أو (اس 5) 15-17، السنة السادسة أو (اس 6) 16-18.
الولايات المتحدة وكندا: التعليم في الولايات المتحدة، التعليم في كندا
في كندا (باستثناء من مقاطعة كيبيك) والولايات المتحدة الدرجات تبدأ تقليديا في 1 وتشغيل إلى 12 ؛ ويشار إلى أنها من قبل عدد ترتيبي (على سبيل المثال «الصف الثالث») في الولايات المتحدة وعدد الكاردينال («المرحلة الثالثة») في كندا. مستوى السابق إضافية تسمى روضة الآن القياسية في معظم المناطق، وكذلك على مستوى التعليم ما قبل المدرسة السابقة تسمى المدرسة أو الحضانة ليس من غير المألوف . في مقاطعات أونتاريو وكيبيك، وكذلك بعض أجزاء من ولاية ويسكونسن، يتم تقسيم رياض الأطفال رياض الأطفال إلى مزيد من صغار وكبار.
على مستوى المدارس الثانوية، ومن المعروف أيضا باسم طالبة الصفوف 9-12 (أو «السنة الأولى»)، طالبة، صغار وكبار، وخاصة في الولايات المتحدة. مرحلة ما بعد الثانوية (كلية أو جامعة)، وتستخدم هذه المصطلحات بشكل حصري تقريبا للإشارة إلى ما يمكن أن يكون الأمر خلاف ذلك درجات 13-16، وأيضا بشكل رئيسي في الولايات المتحدة. ومع ذلك، في مرحلة ما بعد الثانوية في كندا، وغالبا ما تسمى طالبة في السنة الأولى، السنة الثانية كما في السنة الثانية، وهلم جرا.
هذه الجداول الخطوط العريضة العصور، منذ سنوات، من كل مستوى الصف . ومع ذلك، في بعض الأحيان الطلاب الأكبر سنا بسبب احتباس الصف أو أقل بسبب الطفر الصف.
نظام كيبيك يختلف قليلا، ويتبع رياض الأطفال من خلال المدرسة الابتدائية، من الصف 1-6، ثم تليها خمس سنوات من الدراسة الثانوية أو المدرسة الثانوية. وعادة ما يتبع هذا من قبل الكلية، لمدة عامين قبل الجامعي (جامعة كيبيك ل ثلاث سنوات، ما عدا الهندسة)، أو برنامج التدريب المهني لمدة ثلاث سنوات تؤخذ بعد المدرسة الثانوية.
العصور الأمريكية درجة الصف الكندية.
المدرسة الابتدائية: الصف الأول الصف 1 / السنة (5-6)، الصف الثاني الصف 2 / السنة (7-8)، الصف الثالث الصف 3/السنة (8-9)، الصف الرابع الصف 4 / سنة (9-10)، الصف الخامس الصف 5 / سنة (10-11).
المدارس المتوسطة : الصف السادس الصف 6/سنة (11-12)، الصف السابع الصف 7 / سنة (12-13)، الصف الثامن الصف 8 / سنة (13-14).
المدرسة الثانوية : الصف التاسع (طالبات) الصف 9 / سنة (14-15)، الصف العاشر (طالبة) الصف 10 / سنة (15-16)، الصف الحادي عشر (جديد) الصف 11 / سنة (16-17)، الصف الثاني عشر (كبير) الصف 12 / سنة (17-18).